# Villano Antillano
Villana Santiago Pacheco (Bayamón, 27 de marzo de 1995), más conocida como Villano Antillano, es una rapera, cantante y compositora puertorriqueña.
En 2022 saltó a la fama mundial tras lanzar su colaboración «Villano Antillano: Bzrp Music Sessions, Vol. 51» junto a Bizarrap, la cual logró posicionarse como undécima en el Argentina Hot 100 y como quinta en el Spain Songs de Billboard. Fue la primera artista transgénero y no binaria en entrar en la Top 50: Global de Spotify.

## Biografía
Antillano nació  en la municipalidad de Bayamón en Puerto Rico el 27 de marzo de 1995. Desde temprana edad tuvo interés por la música y entre sus primeros referentes musicales destaca a Rubén Blades.
Su carrera musical comenzó en el año 2019 con la publicación de su EP Tiranía, donde trata temas como los prejuicios y estereotipos hacia las personas trans (es una mujer trans) y LGBT. Desde entonces, Villana ha publicado música regularmente, colaborando con artistas del ámbito musical latinoamericano como Young Miko o Paopao. Sus letras a menudo poseen mensajes en contra del machismo y la homofobia presente en la música urbana.
En junio de 2022 lanzó «Villano Antillano: Bzrp Music Sessions, Vol. 51» junto al productor argentino Bizarrap, canción que la catapultó a la fama internacional fuera del ámbito queer, esta misma llegó a posicionarse en el número 11 en el Argentina Hot 100, así como conseguir un número 5 en España, un número 23 en Colombia, un número 25 en México, un número 18 en Perú y un número 8 en Uruguay.

### Identidad de género y sexual
La artista se autoproclama transfemme, queer, trans y no-binaria. En castellano utiliza tanto el pronombre personal neutro elle como el tradicionalmente femenino ella.
En cuanto a su orientación sexual, no le convence la etiqueta gay porque siente que «es de blanco estadounidense (gringo) con acceso a unos recursos que en realidad en Puerto Rico, Latinoamérica y el Caribe no existen». así que prefiere utilizar la palabra maricón, que para ella toma un sentido de comunidad y que le hace pensar en lucha, en comunidad y en las amigas Sin embargo, es abiertamente bisexual.
La primera vez que salió del armario, no recibió apoyo por parte de la familia ni del círculo social. Durante la etapa de la adolescencia abandonó la casa de sus padres y tuvo que independizarse. Los describe como unos años de «mucho trabajo interno», ocupados por temores y contra los prejuicios, los estigmas, el fundamentalismo religioso y el Estado, hasta que encontró refugio en la comunidad. Afortunadamente, sí contó con la comprensión de sus hermanas. Se alegra mucho de que se creen redes de apoyo entre artistas de la comunidad queer en la isla, que rechazan la competitividad, y que también crezca el buen ver del colectivo.
A lo largo de la carrera, ha recibido el reconocimiento público de otros músicos famosos. Arcángel fue el primero, Ñejo y Cazzu. Esto le hace sentir calidez dentro de la industria y le ayuda a desbancar a la «queerfobia». Pone de manifiesto cómo Bad Bunny ha facilitado la aceptación de la comunidad LGBTI aunque no forme parte. De hecho, fue él quien le presentó el productor Bizarrap, y más tarde le invitó a cantar el famoso tema Villano Antillano: Bzrp Music Sessions, Vol. 51 en su concierto en Puerto Rico.

## Discografía

### Álbumes
- La Sustancia X (2022)
- Miss Misogyny (2024)

### Extended Plays
- Tiranía (2019)
- Ketaprincesa (2020)
- Hembrismo (2022)

### Sencillos

#### Como artista principal
| Título                                                                         | Año  | Mejor posición en listas | Mejor posición en listas | Mejor posición en listas | Mejor posición en listas | Mejor posición en listas | Mejor posición en listas | Certificaciones          |
| Título                                                                         | Año  | ARG                      | COL                      | ESP                      | MEX                      | PER                      | URU                      | Certificaciones          |
| ------------------------------------------------------------------------------ | ---- | ------------------------ | ------------------------ | ------------------------ | ------------------------ | ------------------------ | ------------------------ | ------------------------ |
| «Prende»                                                                       | 2020 | -                        | -                        | -                        | -                        | -                        | -                        |                          |
| «Culo»                                                                         | 2020 | -                        | -                        | -                        | -                        | -                        | -                        |                          |
| «Brillo»                                                                       | 2020 | -                        | -                        | -                        | -                        | -                        | -                        |                          |
| «Pájara»                                                                       | 2020 | -                        | -                        | -                        | -                        | -                        | -                        |                          |
| «Toro mecánico»                                                                | 2021 | -                        | -                        | -                        | -                        | -                        | -                        |                          |
| «Muñeca» (con Ana Macho)                                                       | 2021 | -                        | -                        | -                        | -                        | -                        | -                        |                          |
| «Hebilla» (paopao, La Gabi & Villano Antillano ft. ARIA VEGA & Cami Da Baby)   | 2021 | -                        | -                        | -                        | -                        | -                        | -                        |                          |
| «Hembrismo» (paopao, La Gabi & Villano Antillano ft. ARIA VEGA & Cami Da Baby) | 2022 | -                        | -                        | -                        | -                        | -                        | -                        |                          |
| «Veo veo»                                                                      | 2022 | -                        | -                        | -                        | -                        | -                        | -                        |                          |
| «Vocales»                                                                      | 2022 | -                        | -                        | -                        | -                        | -                        | -                        |                          |
| «Villano Antillano: Bzrp Music Sessions, Vol. 51» (junto a Bizarrap)           | 2022 | 11                       | 23                       | 5                        | 25                       | 18                       | 8                        | - PROMUSICAE: x3 Platino |
| «KLK»                                                                          | 2022 | -                        | -                        | -                        | -                        | -                        | -                        |                          |
| «Cáscara de coco»                                                              | 2022 | -                        | -                        | -                        | -                        | -                        | -                        |                          |
| «Reina de la Selva» (junto a Pedro Capó)                                       | 2023 | -                        | -                        | -                        | -                        | -                        | -                        |                          |
| «Cuero»                                                                        | 2023 | -                        | -                        | -                        | -                        | -                        | -                        |                          |
| «Clonazepamela»                                                                | 2024 | -                        | -                        | -                        | -                        | -                        | -                        |                          |
| «CamGirl ˃.˂ !!!»                                                              | 2024 | -                        | -                        | -                        | -                        | -                        | -                        |                          |
| «XXL»                                                                          | 2025 | -                        | -                        | -                        | -                        | -                        | -                        |                          |

#### Como artista invitada
| Título                                                                    | Año  | Mejor posición en listas | Mejor posición en listas | Certificaciones   |
| Título                                                                    | Año  | ESP                      | GLO                      | Certificaciones   |
| ------------------------------------------------------------------------- | ---- | ------------------------ | ------------------------ | ----------------- |
| «Virus (Remix)» (con Indigo & the Sirens)                                 | 2018 | -                        | -                        | -                 |
| «STUDIO54» (con Tommy Blanco y 91mirage)                                  | 2020 | -                        | -                        | -                 |
| «Frío Tropical» (con Ana Macho)                                           | 2020 | -                        | -                        | -                 |
| «Vendetta» (con Young Miko)                                               | 2021 | -                        | -                        | -                 |
| «Un Amarre» (con RaiNao)                                                  | 2022 | -                        | -                        | -                 |
| «Mujerón» (con Ptazeta)                                                   | 2022 | -                        | -                        | -                 |
| «Besties (remix)» (con Joyce Santana, Young Miko, Luar La L & YOVNGCHIMI) | 2022 | -                        | -                        | -                 |
| «Activa» (con Chesca y Corina Smith)                                      | 2022 | -                        | -                        | -                 |
| «Kriptonita» (con Carlos Jean)                                            | 2023 | -                        | -                        | -                 |
| «Ride Or Die» (con Sevdaliza)                                             | 2023 | -                        | -                        | -                 |
| «Ya Lo Sabes» (con De La Ghetto, Nesi y Arcángel)                         | 2023 | -                        | -                        | -                 |
| «Thick Thick» (con lil joujou y Rome LMN)                                 | 2023 | -                        | -                        | -                 |
| «CRUEL» (con Recycled J)                                                  | 2023 | -                        | -                        | -                 |
| «Fuetazo» (con Isabella Lovestory)                                        | 2023 | -                        | -                        | -                 |
| «Noches De Verano» (con Esteman)                                          | 2024 | -                        | -                        | -                 |
| «MADRE» (con Young Miko)                                                  | 2024 | -                        | -                        | -                 |
| «Ride Or Die Pt. 2» (con Sevdaliza y Tokischa)                            | 2024 | 65                       | 112                      | - PROMUSICAE: Oro |
| «VIP» (con Kenia Os)                                                      | 2024 | -                        | -                        | -                 |
| «Sex Tape» (con Jedet y Pipo Beatz)                                       | 2024 | -                        | -                        | -                 |
| «CALOL» (con Lyanno)                                                      | 2024 | -                        | -                        | -                 |
| «Best Pussy» (con Bejo)                                                   | 2024 | -                        | -                        | -                 |
| «All That» (con Peggy Gou)                                                | 2024 | -                        | -                        | -                 |
| «PRIVADO» (con La Cruz)                                                   | 2024 | -                        | -                        | -                 |
| «MAREMOTO» (con LaBlackie)                                                | 2024 | -                        | -                        | -                 |
| «La Reina (Remix)» (con Lola Índigo y María Becerra)                      | 2025 | -                        | -                        | -                 |
| «Full Lace y el Truck» (con Samantha Hudson)                              | 2025 | -                        | -                        | -                 |
| «IDGaF» (con Juicy BAE)                                                   | 2025 | -                        | -                        | -                 |

## Giras musicales
- 2023: La Sustancia X USA Tour